# Gustav Struve

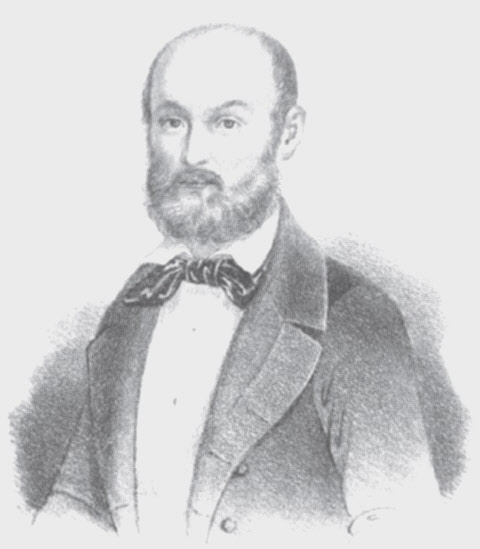
Gustav Struve

Gustav Karl Johann Christian von Struve, nach der Ablegung seines Adelstitels im Jahre 1847 Gustav Struve (* 11. Oktober 1805 in München; † 21. August 1870 in Wien), war ein deutscher Rechtsanwalt und Publizist im Großherzogtum Baden. Als radikaldemokratischer Politiker in der Märzrevolution trat er für ein föderativ-republikanisches Staatswesen im Sinne der Großdeutschen Lösung ein.

## Leben
Struve stammte aus dem Magdeburgischen und war ein Sohn des in russischen Diensten stehenden Diplomaten Johann Gustav von Struve (1763–1828). Sein Großvater Anton Sebastian von Struve (1729–1802) war zunächst als russischer Gesandter beim Immerwährenden Reichstag in Regensburg. Von 1806 bis 1817 lebte Gustav Struve in Stuttgart, wo er auch das Gymnasium besuchte. Von 1817 bis 1822 war er Schüler des Lyzeums in Karlsruhe. Anschließend studierte er an der Georg-August-Universität Göttingen und der Ruprecht-Karls-Universität Heidelberg Rechtswissenschaft. Er schloss sich 1822 der Alten Göttinger Burschenschaft, nach deren Auflösung 1824 dem Corps Bado-Württembergia Göttingen und 1825 der Alten Heidelberger Burschenschaft an. Er trat
1827 in den Staatsdienst des Großherzogtums Oldenburg und wurde als Attaché der oldenburgischen Gesandtschaft beim Bundestag (Deutscher Bund) in Frankfurt am Main zugeordnet. Nach dem Tod seines Vaters im März 1828 nach Oldenburg zurückberufen, erhielt er eine Assessorenstelle am Landgericht Jever. Da er mit seinen Ansichten in Diplomatenkreisen Anstoß erregte, war Struve zunächst froh, im Justizwesen eine neue Karriere beginnen zu können, wurde aber auch hier nicht glücklich. Er ersuchte um die Entlassung aus dem Staatsdienst und versuchte, in Göttingen und Jena eine akademische Tätigkeit aufzunehmen. 1833 ließ er sich im badischen Mannheim als Rechtsanwalt nieder, wo seine Examen aber nur teilweise anerkannt wurden und er erst 1836 Obergerichts-Advocat werden konnte.
Nachdem Struve 1831–1843 mehrere juristische Werke publiziert hatte, befasste er sich 1843–1845 verstärkt mit der Phrenologie. Er schrieb ein Handbuch und zwei weitere Bücher zu diesem Thema und war Herausgeber und Redakteur der Zeitschrift für Phrenologie und Herausgeber der Zeitschrift für Deutschlands Hochschulen (Heidelberg). Er war der führende Kopf des Progress (Studentenbewegung).
In Baden stieg er aufgrund der konservativen Politik des Ministeriums Blittersdorf auch in die Politik ein. Er unterstützte die liberalen Abgeordneten in der badischen Kammer durch journalistisches Engagement. Dabei wandte er sich immer stärker radikaldemokratischen und frühsozialistischen Positionen zu. Mitte 1845 bis Ende 1846 war er Redakteur des Mannheimer Journals. In dieser Zeit sah er sich stark den Eingriffen staatlicher Zensur ausgesetzt.

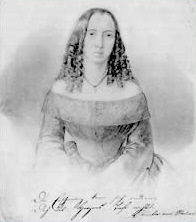
Amalie Struve, geb. Siegrist

Am 16. November 1845 heiratete er Elise Ferdinandine Amalie Düsar, die Tochter eines Sprachlehrers aus Mannheim. Die zu dieser Zeit nicht „standesgemäße“ Heirat führte zum Zerwürfnis mit seiner Familie. Dies und seine lebensreformerische Haltung, die er mit seiner Frau teilte, veranlassten das Ehepaar 1846 von der evangelischen Konfession in die damals bestehende Deutsch-Katholische Kirche zu konvertieren, die eine Vereinigung von Katholizismus, Protestantismus, Judentum und moderner Wissenschaft anstrebte. Des Weiteren legte Struve 1847 seinen Adelstitel ab. Diese einschneidenden privaten Veränderungen in Gustav Struves Leben belegen den starken auch inhaltlichen Einfluss, den seine für die Zeit ungewöhnlich selbstbewusste, der frühen Frauenbewegung verbundene Frau auf ihn hatte und zeit seines Lebens auch behielt.

### In der Badischen Revolution

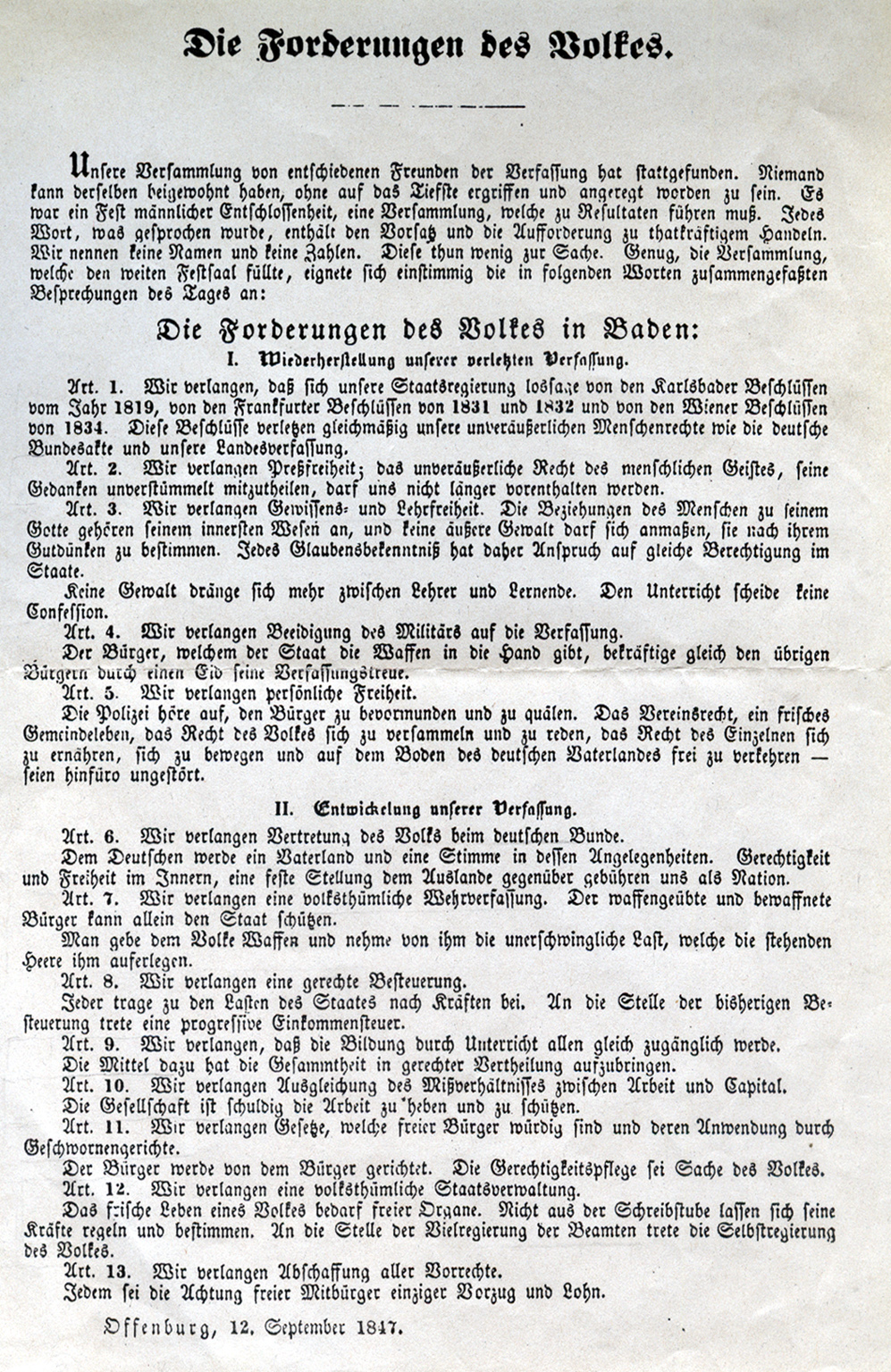
Die Forderungen des Volkes in Baden vom 12. September 1847 in Offenburg

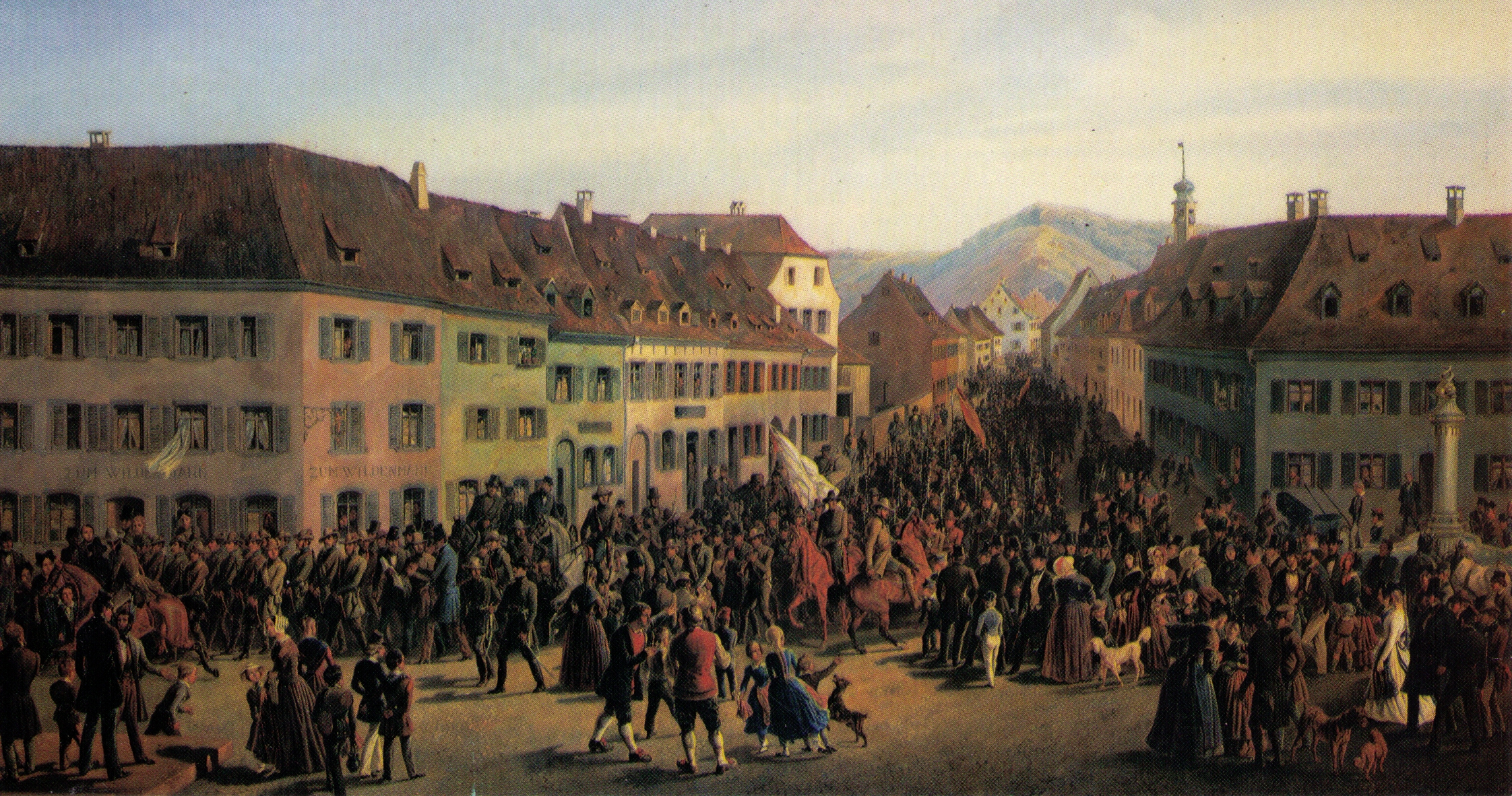
Einzug einer Freischärlerkolonne unter Gustav Struve in Lörrach am 20. April 1848 auf dem Weg zur Unterstützung des Heckerzugs beim Gefecht von Kandern. (Ölgemälde von Friedrich Kaiser).

Es war die Zeit des Vormärz, der Jahre zwischen dem Wiener Kongress 1815 und dem Beginn der Märzrevolution 1848, in der das reaktionäre metternichsche System der Restauration herrschte, gegen das Struve sich zunehmend wandte. So stellte er am 31. März 1848 einen Antrag an das Vorparlament, der wesentliche Grundzüge demokratischer Politik beinhaltete.
Zusammen mit Friedrich Hecker war Struve einer der führenden Köpfe der badischen Revolution. Beide gehörten zum radikaldemokratischen und antimonarchistischen Flügel der Revolutionäre, der in Baden in den vielerorts gegründeten politischen Volksvereinen stark vertreten war.

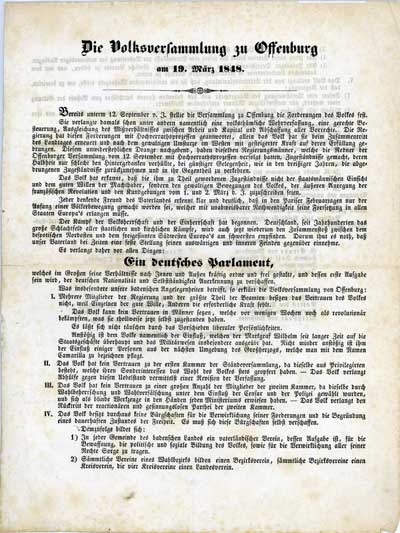
Die Forderungen der Volksversammlung zu Offenburg am 19. März 1848

 Bereits im Januar 1847 hatte Struve in einem Brief an den Redakteur der republikanischen Zeitung Seeblätter in Konstanz, Joseph Fickler, die Idee zu einem Treffen der entschiedenen Freunde der Verfassung entwickelt. Am 12. September 1847 trafen sich Verfassungsfreunde aus ganz Baden in der Gaststätte Salmen in Offenburg zu einer Volksversammlung. Höhepunkt der Zusammenkunft bildete eine Rede Heckers, in der er 13 Forderungen des Volkes vortrug. Im ersten Abschnitt seiner Ausführungen verlangte er die Wiederherstellung der von der Regierung so häufig verletzten Badischen Verfassung und beschäftigte sich anschließend mit der Weiterentwicklung der Rechte des Volkes. Am 27. Februar 1848 adressierten Hecker und Struve an die Deputierten zu Carlsruhe eine Kurzfassung der dringlichen Forderungen:
1. Volksbewaffnung mit freien Wahlen der Offiziere
2. Unbedingte Pressefreiheit
3. Schwurgerichte nach dem Vorbilde Englands
4. Sofortige Herstellung eines deutschen Parlaments.

Anfang März traten in Heidelberg Männer der Opposition zusammen, um über die revolutionäre Entwicklung in den deutschen Landen zu beraten. Dabei sagte Struve, dass er kein Heil für Deutschland sehen könne, so lange 34 Fürstenfamilien über dasselbe herrschten. Nur die föderative Republik nach dem Vorbilde der nordamerikanischen Freistaaten könne die Einheit und zu gleicher Zeit die Freiheit Deutschlands sicherstellen. Eine Volksversammlung zu Offenburg am 19. März 1848 verlangt in einer u. a. von Struve und Hecker unterzeichneten Erklärung eine Revision der Badischen Verfassung und ein deutsches Parlament.

#### Beim Heckerzug
Enttäuscht von der Arbeit des Vorparlaments sah Hecker nur in einem gewaltsamen Umsturz die Möglichkeit, eine republikanische Regierungsform in Baden durchzusetzen. Am 12. April 1848 rief Hecker in Anwesenheit Struves in Konstanz die Republik aus. Anschließend warb er Freischärler an, um mit ihnen in die Landeshauptstadt Karlsruhe zu marschieren. Dabei lehnte er eine direkte Hilfe der aus dem Elsass anrückenden Deutschen Demokratischen Legion des revolutionären Dichters Georg Herwegh mehrmals ab, da Patrioten dies als eine ausländische Einmischung hätten ansehen können. Struve zog von Donaueschingen über Stühlingen in den Klettgau, um Freischärler anzuwerben. Im Wald zwischen Kadelburg und Tiengen traf er am 18. April auf eine Gruppe, die zu Hecker in Tiengen wollte. Er befahl die Schar nach Kadelburg, wohl um weitere Zuzügler, die er von Joseph Weißhaar aus Hohentengen erwartete, aufzunehmen. Oberst Weißhaar plädierte für Zwangsaushebungen und für Beschlagnahmungen von öffentlichen Geldern. Struve ließ sich überzeugen, und es kam zum Zollkassenraub in Kadelburg. Im Gefecht auf der Scheideck bei Kandern im Schwarzwald traf der Heckerzug auf reguläre Truppen, die die schlecht bewaffneten Freischärler in die Flucht schlugen. Darauf flohen Hecker und Struve, der am 21. April einen Tag in Haft war, in die Schweiz. Am 22. April kehrte Struve bei Rheinfelden nach Baden zurück. Er traf in der Nacht auf den 23. April im Lager Sigels in Todtnau ein und zog am frühen Morgen des 23. April über Horben gegen Freiburg, wo er dann in das Gefecht bei Günterstal verwickelt wurde.

#### Beim Struve-Putsch

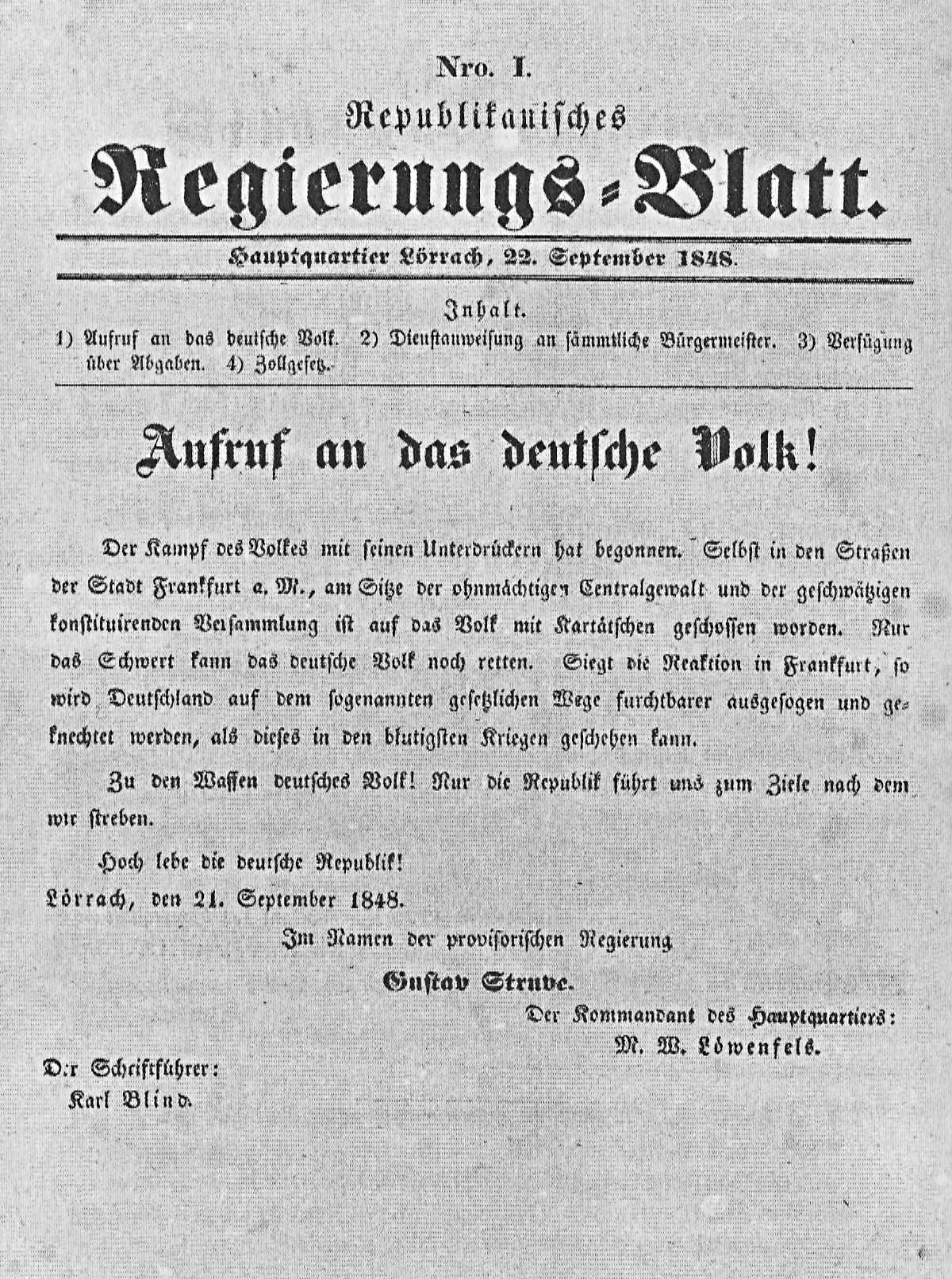
Republikanisches Regierungsblatt Nr. 1, unterzeichnet von Gustav Struve. Aufruf der provisorischen Revolutionsregierung in Lörrach im Rahmen des „Struve-Aufstands“, September 1848

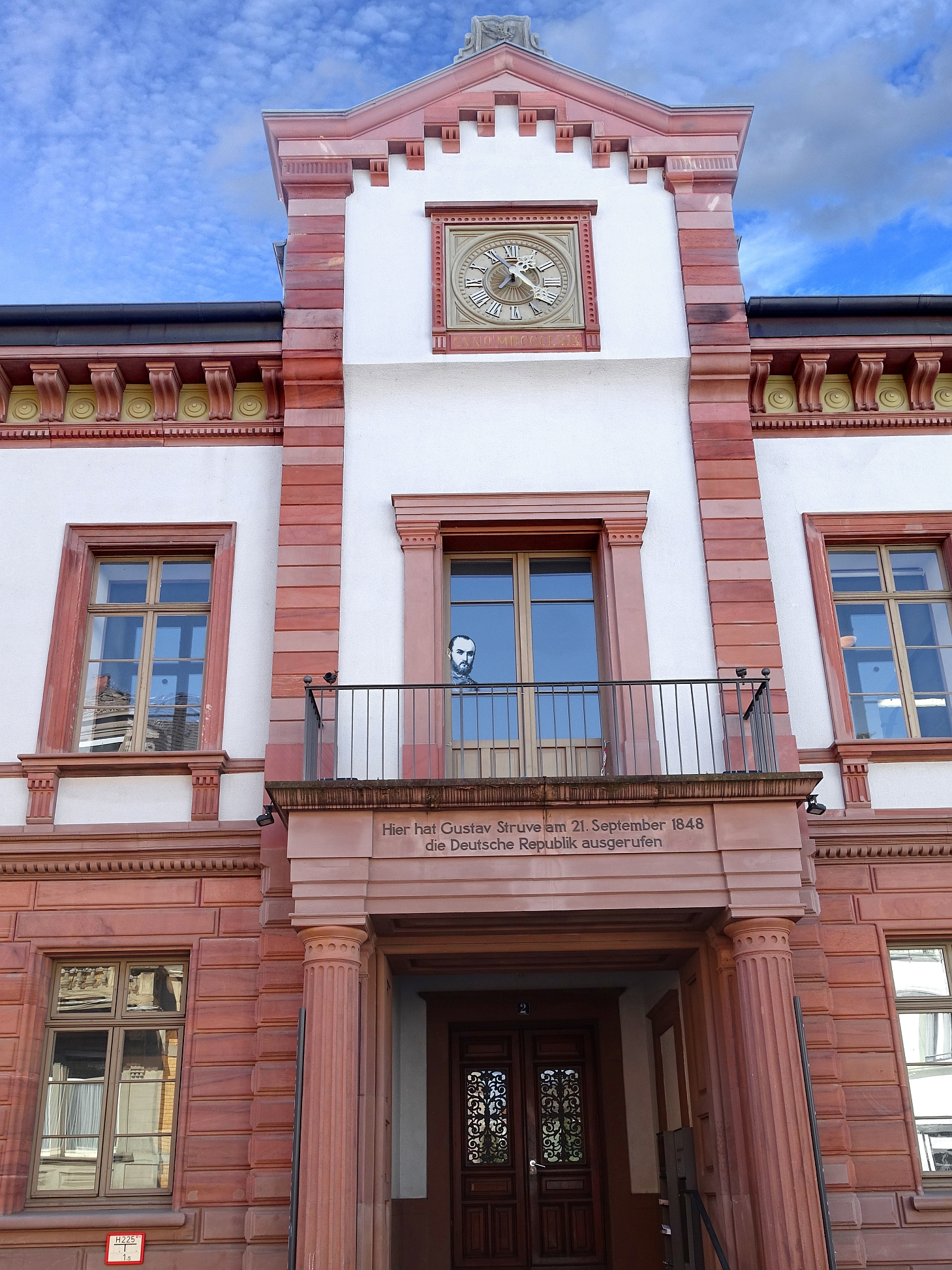
Inschrift über dem Eingang: Hier hat Gustav Struve am 21. September 1848 die Deutsche Republik ausgerufen.

Struve zog am 21. September 1848 aus Basel kommend mit 50 Mann in Lörrach ein. Auf dem Marktbrunnen ließ er die rote Fahne der Revolution hissen und versprach vom Balkon des Rathauses in einer Rede an das Deutsche Volk: Wohlstand, Bildung, Freiheit für alle! Schließlich proklamierte Struve unter den Hochrufen der Bevölkerung eine Deutsche Republik (Struve-Putsch). Der im Volksmund Struwwelputsch genannte Zug Struves nach Karlsruhe mit etwa 4000 Freischärlern kam jedoch nur bis Staufen, wo 800 Großherzogliche Soldaten ihn und seine bewaffneten Anhänger in dem Gefecht um Staufen entscheidend schlugen. Als er und seine Frau Amalie sich über Wehr in die Schweiz absetzen wollten, wurden sie gefangen genommen.
Am 30. März 1849 verurteilte ein Schwurgericht in Freiburg Gustav Struve und Karl Blind wegen versuchten Hochverrats zu einer Strafe von acht Jahren Zuchthaus, die in fünf Jahre und vier Monate Einzelhaft umgewandelt wurde. Das Urteil ließ keine Berufung, wohl aber eine Nichtigkeitsbeschwerde zu, die vom Anwalt der Verurteilten, Lorenz Brentano, auch eingereicht wurde. Am 2. April wurden die Gefangenen nach Rastatt überstellt. Nach Ausbruch der Militär-Meuterei in der Festung Rastatt kamen sie in der Nacht vom 11. auf den 12. Mai ins Bruchsaler Zuchthaus, wo sie in der darauf folgenden Nacht von den Revolutionären befreit wurden.

#### Beim Militäraufstand
Nachdem die badische Garnison der Bundesfestung Rastatt sich am 9. Mai 1849 feierlich mit Teilen der revolutionären Bürgerwehr unter Beschwörung der Treue und Liebe zum Volk verbrüdert hatte, floh Großherzog Leopold in der Nacht des 13. Mai zunächst über den Rhein in die Festung Germersheim und anschließend ins Elsass nach Lauterburg. Damit machte er in den Augen Vieler den Weg für eine Republik frei. Darauf bildete der gemäßigte liberale Politiker Lorenz Brentano am 1. Juni 1849 eine provisorische republikanische Regierung, an der Struve, der im Verlauf der Maiaufstände aus der Festung Rastatt befreit worden war, als bekennender Linksradikaler ausdrücklich nicht beteiligt war. So gründete er mit anderen Gleichgesinnten wie Johann Philipp Becker, Samuel Erdmann Tzschirner und Maximilian Dortu den Club des entschiedenen Fortschritts als Opposition gegen die Regierung Brentano, die weiterhin auf eine wie in der Reichsverfassung vorgesehene beschränkte Monarchie setzte und die Tür zu Verhandlungen mit dem alten Regime nicht zuschlagen wollte. Struve wurde erst in einer Nachwahl am 18. Juni im Wahlbezirk Engen in das Revolutionsparlament gewählt, das bereits seit dem 10. Juni tagte.
Zur Abwehr der anrückenden Truppen des deutschen Bundes unter Führung des Preußenprinzen Wilhelm, dem späteren Kaiser Wilhelm I., berief Brentano den polnischen Revolutionsgeneral Ludwik Mierosławski. Vergebens stemmte sich das durch Volkswehr verstärkte Revolutionsheer gegen die Übermacht der preußischen Truppen. Am 24. Juni musste die Revolutionsregierung Karlsruhe verlassen und nach Freiburg fliehen. Dort kam es zum endgültigen Bruch zwischen den Anhängern der Reichsverfassung und den radikalen Republikanern, so dass Brentano in der Nacht zum 29. Juni 1849 sich heimlich in die Schweiz absetzte. Struve und andere Radikale blieben noch bis Anfang Juli in Freiburg, bis auch sie vor den am 7. Juli einrückenden Preußen flohen und die Grenze zur Schweiz überschritten. Mit der Niederschlagung des dritten Badischen Aufstandes und der Übergabe der Festung Rastatt an die preußischen Truppen am 23. Juli 1849 war die Badische Revolution endgültig gescheitert.

### Aufenthalt in den Vereinigten Staaten
Nachdem Gustav Struve wegen fortgesetzter Agitation aus der Schweiz ausgewiesen worden war, ging er zusammen mit seiner Frau, die ihn während der Revolution immer auch aktiv kämpfend und agitatorisch unterstützt hatte, zunächst nach Frankreich und über England schließlich 1851 in die USA. Auch hier arbeitete er publizistisch für seine republikanischen Ziele, doch kam er, weil er auf Deutsch veröffentlichte, bald in finanzielle Schwierigkeiten. Seine Wochenzeitung Deutscher Zuschauer von Gustav Struve die er am 9. Juli 1851 herausgab, musste er nach 39 Ausgaben wieder einstellen. Struve unterstützte allerdings im Präsidentschaftswahlkampf von 1856 den unterlegenen Sklavereigegner John C. Frémont. Endlich fand er in dem deutschen Bierbrauer Biegel einen finanziellen Unterstützer. Dadurch nahm er – ständig von den kritischen Bemerkungen seiner Frau profitierend – seine in der Festungshaft Rastatt begonnene Arbeit einer aus einem sozialistischen Blickwinkel geschriebenen Weltgeschichte wieder auf. Den ersten Band veröffentlichte er im Jahre 1860.
Von 1858 bis 1859 war Struve Redakteur der Zeitung des New Yorker Arbeiterbundes „Sociale Republik. Organ der freien Arbeiter“. Im Jahre 1860 unterstützte er den republikanischen Präsidentschaftskandidaten Abraham Lincoln, indem er half, die deutschstämmige Bevölkerung des Bundesstaats New York, die bis dahin eher den Demokraten zuneigte, für die republikanische Partei zu gewinnen. Nach dem Wahlsieg Lincolns nahm Struve auf Seiten der Union am Sezessionskrieg teil, indem er sich im Alter von 55 Jahren dem 8. New Yorker Freiwilligen Infanterieregiment unter Ludwig Blenker, den er aus dem Gefecht bei Waghäusel kannte, als gemeiner Soldat anschloss. In seinen Memoiren schreibt er: Ich nahm Theil an allen Strapazen und Gefahren, welche unser Regiment in den Jahren 1861 und 1862 bestand. Namentlich war ich mit dabei, als die deutsche Brigade am Tage der Schlacht von Bull Run (21. Juli 1861) stehen blieb bis am Morgen des folgenden Tages, als um sie her alle Regimenter in wilder Flucht von dannen eilten. Als Felix zu Salm-Salm das Kommando über die 8. NY-Infanterie übernehmen sollte, sah Struve in ihm nur den verhassten preußischen Offizier, unter dem er nicht dienen wollte. So nahm Struve – inzwischen Hauptmann der Unions-Armee – Ende November 1862 seinen Abschied.

### Rückkehr in die Alte Welt
Am 18. Februar 1862 starb seine Ehefrau Amalie in New York bei der Geburt ihrer zweiten Tochter. Als das Großherzogtum im gleichen Jahre eine Amnestie für die Teilnehmer an der 1848/49er Revolution erließ, kehrte Struve im Mai 1863 in die Alte Welt zurück, zumal er immer seine Aufgabe darin gesehen hatte, den Despotismus in Europa zu bekämpfen. Er ließ sich zunächst in Stuttgart und später in Coburg nieder, wo er seine schriftstellerische Tätigkeit wieder aufnahm. Die Vereinigten Staaten ernannten ihn – nach Fürsprache von Friedrich Kapp – zum Konsul für die Handelsbeziehungen mit dem Thüringer Wald. Die Aufnahme seiner Tätigkeit scheiterte daran, dass der Herzog von Sachsen-Meiningen das Exequatur – seine Zustimmung – am 14. November 1863 verweigerte. In Coburg arbeitete er mit Feodor Streit zusammen und wurde mit diesem auch wieder zu Gefängnisstrafen aufgrund ihrer publizistischen Tätigkeit verurteilt.
Struve war schon 1832 durch die Lektüre von Jean-Jacques Rousseaus Roman Émile Vegetarier geworden und wurde in den sechziger Jahren zu einem der Begründer der vegetarischen Bewegung in Deutschland. 1868 gründete er „mit Gesinnungsgenossen“ aus Stuttgart und Umgebung einen vegetarischen Verein, der noch heute besteht. Im Jahr 1869 erschien sein diätetisches Werk Pflanzenkost, die Grundlage einer neuen Weltanschauung, das die vegetarische Bewegung nachhaltig beeinflusste und worin Struve den Fleischverzicht mit einem von Rousseau entlehnten Plutarch-Zitat begründete. Mit 62 Jahren heiratete er seine zweite Frau Katharina Zentner (geborene Kölig). Struve starb am 21. August 1870 in Wien. Er wurde auf dem Evangelischen Friedhof beerdigt. Struves Grab (Gruppe 15 / Grab 314) wurde 1898 aufgelassen und neu belegt.

## Schriften
- Erster Versuch auf dem Felde des deutschen Bundesrechts, betreffend die verfassungsmäßige Erledigung der Streitigkeiten zwischen deutschen Bundesgliedern. Kaiser, Bremen 1830.
- Positiv-rechtliche Untersuchung der auf die Presse sich beziehenden bundesgesetzlichen Bestimmungen, und Bezeichnung der Mittel, deren Freiheit zu erlangen. J. J. Bohné, Cassel 1834, Digitalisat.
- Ueber das positive Rechtsgesetz in seiner Beziehung auf räumliche Verhältnisse. Carlsruhe 1834.
- Ueber Todesstrafen, Behandlung der Strafgefangenen u. Zurechnungsfähigkeit mit besonderer Rücksicht auf der Entwurf eines Strafgesetzbuchs für das Grossherzogthum Baden. Karl Groos, Heidelberg 1843, Digitalisat.
- Die Phrenologie in und ausserhalb Deutschland. Karl Groos, Heidelberg 1843, Digitalisat.
- Die Geschichte der Phrenologie. Karl Groos, Heidelberg 1843, Digitalisat.
- Atlas zur Erläuterung der Lehre von den Verrichtungen des Gehirns. (Zwölf von Gall’s Tafeln). Mit deutschen, französischem und englischem Texte. Hrsg. Gustav von Struve und Dr Eduard Hirschfeld. Karl Groos, Heidelberg 1844, Digitalisat.
- Gallerie berühmter Männer des neunzehnten Jahrhunderts. Julius Groos, Heidelberg 1845, Digitalisat.
- Handbuch der Phrenologie. F. A. Brockhaus, Leipzig 1845, Textarchiv – Internet Archive.
- Briefwechsel zwischen einem ehemaligen und einem jetzigen Diplomaten. J. Bensheimer, Mannheim 1845, Textarchiv – Internet Archive.
- Actenstücke der Censur des Großherzoglich Badischen Regierungs-Rathes von Uria-Sarachaga. Eine Recursschrift an das Publikum. Selbstverlag, Mannheim 1845, urn:nbn:de:bvb:12-bsb10602189-8.
- Politische Briefe. J. Bensheimer, Mannheim 1846.
- Briefe über Kirche und Staat. Nebst der Fortsetzung der gegen den Verfasser wegen seines … . Mannheim 1846, Textarchiv – Internet Archive.
- Das öffentliche Recht des deutschen Bundes. 2 Bände. J. Bensheimer, Mannheim 1846, Erster Theil Digitalisat; Zweiter Theil Digitalisat.
- Actenstücke der Mannheimer Censur und Polizei. Zweite Recursschrift an das Publikum. Selbstverlag, Mannheim 1846, Digitalisat.
- Grundzüge der Staatswissenschaft. Selbstverlag, Mannheim.
  - Erster Band. 1847, Textarchiv – Internet Archive.
  - Zweiter Band. Selbstverlag, Mannheim 1847, archive.org.
  - Dritter und Vierter Band. Literarische Verlagsanstalt (J. Rütten), Frankfurt a. M. 1848, Textarchiv – Internet Archive.
- Gedichte. 2. Ausgabe. Götz, Mannheim 1847.
- Die Verfolgung der Juden durch Emicho. Trauerspiel in 5 Aufzügen. 2. Ausgabe. Mannheim 1847.
- Die Deutsche Diplomatie wider das deutsche Volk. Eine Sammlung wichtiger Aktenstücke. Zum Verständniß der Vergangenheit und zur Warnung für die Zukunft. Wilhelm Friedrich, Wiesbaden 1848.
- Die Grundrechte des deutschen Volkes. J. U. Walser, Birsfelden 1848, Digitalisat.
- Geschichte der drei Volkserhebungen in Baden. Jenni, Sohn, Bern 1849, Textarchiv – Internet Archive.
- Die neue Zeit. Ein Volkskalender auf das Jahr I. (Vom 21. März 1850 bis 20. März 1851 der alten Zeit.) Hrsg. von Gustav von Struve. M. Schläpfer’schen Buchhandlung, Herisau 1849, Digitalisat.
- Die Union vor dem Richterstuhle des gesunden Menschenverstandes. Gustav Struve, New York 1855.
- Geschichte der Neu-Zeit. Gustav Struve, New York.
  - Erstes Buch. Vom Jahre 1517 bis 1648. New York 1856, Digitalisat.
  - Zweites Buch. Vom Jahre 1648 bis 1789. New York 1857, Digitalisat.
- Weltgeschichte. 9 Bände und ein Nachtrag. Gustav Struve, New York 1853/1864,
  - Band 1 bis 3, Digitalisat.
  - Band 4 bis 5, Digitalisat.
  - Band 6, Digitalisat.
  - Band 7, Digitalisat.
  - Band 8, Digitalisat.
  - Band 9, urn:nbn:de:bvb:12-bsb10033974-0.
  - Nachtrag. [Band 10], Digitalisat.
- Diesseits und Jenseits des Oceans. Zwanglose Hefte zur Vermittelung der Beziehungen zwischen Amerika und Deutschland. F. Streit’s Verlagsbuchhandlung, Coburg.
  - Zweites Heft. 1864, Digitalisat.
  - Drittes Heft 1864, Digitalisat.
  - Viertes Heft. 1864, Digitalisat.
- Krieg. 2 Hefte. Löw Verlag, Frankfurt am Main 1866.
- Kurzgefaßter Wegweiser für Auswanderer mit besonderer Rücksicht auf Nordamerika die brittischen Colonien, Mexiko, die südamerikanischen Republiken, Brasilien und Australien. Buchnerschen Buchhandlung, Bamberg 1867, Digitalisat.
- Gustav Struve und Gustav Rasch: Zwölf Streiter der Revolution. Wegener, Berlin 1867.
- Pflanzenkost, die Grundlage einer neuen Weltanschauung. Selbstverlag. In Commission in der Buchhandlung von Karl Aue, Stuttgart 1869, Digitalisat.
- Das Seelenleben, oder die Naturgeschichte des Menschen. Grieben, Berlin 1869.
- Eines Fürsten Jugendliebe. Drama in fünf Aufzügen. Wallishausser’sche Buchhandlung, Wien 1870, Digitalisat.
- Mandaras’ Wanderungen. Schwan & Götz, Mannheim 1843; Dritte Ausgabe. D. v. Struve, Leipzig 1906, Textarchiv – Internet Archive.
- Gustav und Amalie Struve: Freiheit und Menschlichkeit. Ausgewählte Programmschriften. Zsgest. und eingeführt von Peter Hank. Edition Isele, Eggingen 2003 (= Bibliothek europäischer Freiheitsbewegungen für die Erinnerungsstätte für die Freiheitsbewegungen in der Deutschen Geschichte im Bundesarchiv. 2), ISBN 3-86142-216-6.